# وزارة السحر
وزارة السحر هي وزارة خيالية ظهرت في روايات هاري بوتر للمؤلفة جي. كي. رولينغ أهم هيئة في عالم السحرة فهي الحكومة التي تدير عالم السحرة وتنظم علاقته بالعامة والمهمة الأساسية للوزارة كما قال روبياس هاجريد لهاري اقناع العامة بعدم وجود سحر لأن كل الناس تريد حلول سحرية لمشكلاتها.
العمل بوزارة السحر يعتبر أهم الوظائف في العالم السحري حيث أنها تطلب أشد الطلاب تميزًا وتعرضهم لإختبارات للشخصية ومستوى الذكاء.
يقع مقر الوزارة في لندن ويمكن لمن لا يستخدم الانتقال الآني الدخول لها بواسطة كابينة هاتف بعد ادخال رقم (62442) وذكر سبب الزيارة حيث يتم تسليمه شارات مكتوب عليها سبب الزيارة

## أقسام وزارة السحر

### قسم الألعاب والرياضات السحرية

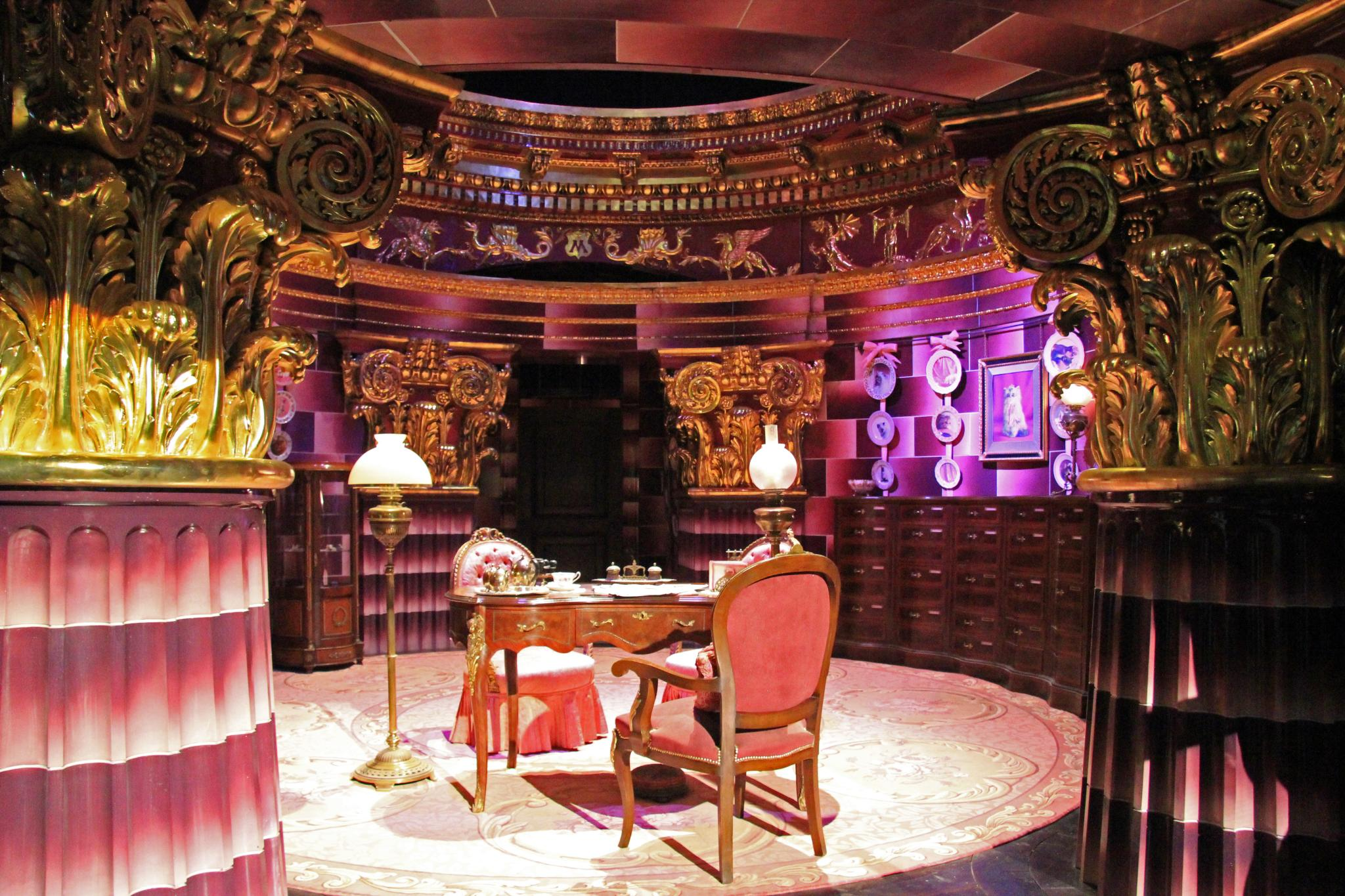
مكتب وزير السحر

- يضم القسم كل من: لودو بجمان وبيرتاجورنكز (قتلها فولدمورت) ويرأس القسم حاليا لودو باجمان
- من انجازت القسم تنظيم بطولة كأس العالم للكويدتش وتنظيم الدورة الثلاثية للسحره بالتعاون مع بارتي كروتش الأب (رئيس قسم التعاون السحري الدولي) بالاشتراك مع مديري المدارس المشتركة بالدورة الثلاثية للسحرة وهم: ألبوس دمبلدور (مدير مدرسة هوجوورتس) ، مدام ماكسيم (مديرة مدرسة بوباتون) ، إيجور كاكاروف (مدير مدرسة دار مسترانج) ، بالإضافة للبروفسور الاستور مودي لحماية المتسابقين

### قسم الكوراث والسحرية
- رأس كورنيليوس فودج بالتعامل مع الجرائم والكوارث التي في عالم السحرة.

### قسم سوء استخدام أدوات العامة
- يضم القسم كل من بيركنس وآرثر ويزلي الذي يرأس القسم حاليا.
- مهمة القسم حماية العامة من الأدوات السحرية التي قد تقع في يدهم كما يقوم بالغارات ضد المشتغلين بفنون السحر الأسود لضبط أدواتهم ومنعها من التداول.

### قسم التعاون السحري الدولي
- يضم القسم كل من: بارتي كروتش الأب (قتل بواسطة ابنه الذي كان أكل موت) وبيرسي ويزلي الذي كان يناديه رئيسه السيد كروتش باسم «ويذرباي».
- يختص بالتعامل مع وزارات السحر في الدول الأخرى كما يختص بتنظيم التبادل التجاري وشارك القسم في تنظيم دورة السحرة الثلاثية.

### قسم القانون السحري
- يختص القسم بالقبض على المشتغلين بفنون السحر الأسود وإرسالهم إلى أزكابان.
- رأس بارتي كروتش القسم في عهد فولدمورت واشتهر بالقسوة حيث منح كشافي الوزارة صلاحيات واسعه مثل القتل وهو الذي أرسل سيريوس بلاك لأزكابان بدون محاكمه.
- من أشهر من عمل بالقسم: الاستور مودي الذي تميز خلال عمله بأنه لايلجأ للقتل الا في حالات نادره.
- وأيضا كل من فرانك لونجبوتوم وزوجته الذان كانا من أشهر مطاردي السحرة الأشرار قبل أن تتم مهاجمتهم بعد سقوط فولدمورت بواسطة عصابه من آكلي الموتى (من بينهم بارتي كروتش الابن) في محاوله منهم لمعرفة مكان فولدمورت حيث استخدمت معهم تعويذة التعذيب مما أدى لجننونهما وحاليا يتم علاجهم في مستشفى سانت مونجو للأمراض والاصابات السحرية.

### مستشفى سانت مونجو للأمراض والاصابات السحرية
- يرأس القسم حاليا السيده اميليا سوزان بونز التي كانت موجوده في جلسة الاستماع التي اجريت لمحاكمة هاري بتهمة استخدام تعويذة الباترونس في وجود العامة.
ومن أشهر الشخصيات التي دخلت مستشفى سانت مونجو:
- آرثر ويزلي : وهو والد رونالد (رون) صديق هاري المقرب (للتعافي من هجوم ناجيني بأنيابها المسمومة)
- فرانك لونجبوتوم: وهو والد نيفيل صديق هاري وكان فرانك يعمل كشاف بقسم القانون السحري وعذبته بيلاتريكس ليسترانج بتعويذة كروسيو حتى أصابه الجنون هو وزوجته دون أن يعترفوا لها بمكان اختفاء لورد فولدمورت بعد أن صار ضعيفا.
- أليس لونجبوتوم: وهي والدة نيفيل وزوجة فرانك وأصيبت بالجنون بواسطة تعويذة التعذيب التي ألقتها عليها بيلاتريكس ليسترانج.
- جيلدروي لوكهارت : مدرس الدفاع ضد فنون السحر الأسود بمدرسة هوجوورتس لتعليم فنون السحر وأصيب بمحو تام للذاكرة إثر إلقاءه لتعويذة محو الذاكرة بواسطة عصا رونالد المكسورة.
- رونالد ويزلي : صديق هاري بوتر المقرب ودخلها باخر الجزء الخامس للتعارفي من مفعول العقول الطائرة التي أصابته بالغرف الإثنى عشر.

### قسم مراقبة وراعية المخلوقات السحرية
- يختص القسم بالتعامل مع المخلوقات الموجودة بعالم السحرة مثل: الجن المنزلي و الأقزام والعمالقة
- كما يختص بالموافقة على إدخال أي مخلوق جديد للعالم السحري مثل كائنات سكروت اللاسعه التي كان هاجريد يربيها.
- من العاملين بالقسم آموس ديجوري والد سيدريك.
- يضم القسم فرع لتنفيذ أحكام الإعدام في المخلوقات الخطره ومنفذ الأحكام هو ماكنير (أحد آكلي الموت), وهو الذي قام بتنفيذ حكم الإعدام في باك بيك قبل أن ينجح هاري وهرميون في انقاذه بواسطة المحول الزمني.

### قسم الغرائب والعجائب
- يضم القسم الكثير من الغرائب كمجموعة كبيره من النبؤات مثل تلك التي تتحدث عن العلاقة بين هاري وفولدمورت وهذه النبؤات لا يمكن لأحد الاطلاع عليها سوى من وضعت لأجلهم النبؤات.
- كما يدرس السحرة في هذا القسم الموت وما بعده كما أخبر نيك هاري.
- توجد بالقسم قوة تفوق العقل وقد قال دمبلدور لهاري أنه يمتلك جزء منها.
- من العاملين السابقين بالقسم أغسطس روكود (كان جاسوس فولدمورت بالوزارة وتم الكشف عنه في صفقه بين كاركاروف ووزارة اسحر).
وقد حاول السيد مالفوي أخذ التعويذة ولكنه بعد محاولات أخذها وبعدها كسرت منها أثناء مبارزته مع سيريوس بلاك وهذا ما أدى إلى عدم اكتراث اللورد فولدمورت عندما سجن مالفوي
وهذه النبؤه تتحدث عن المختار وهو هاري بوتر

### قسم الطورائ السحرية
- يختص القسم بالتعامل التي تنتج من بعض الحمقى وتهدد بكشف عالم السحرة كما حدث مع الشخصين الذين حاولا استعمال الانتقال الآني دون تصريح فكانت النتيجة انفصال جسديهما لنصفين نصف عند نقطة الانطلاق والاخر عند نقطة الوصول.
- يضم القسم مكتب اساءة استخدام السحر وترأسه مافالدا هوبكريك التي ارسلت جواب الفصل من هوجوورتس ومصادرة عصاه السحرية بعد استخدامه لتعويذة الباترونس التي هاجمته هو وددلي.

### قسم الأدوات ووسائل الأنتقال السحري
- وهو الذي تولى توفير وسائل الانتقال للسحره من مختلف أنحاء العالم للوصول إلى إنجلترا لمشاهدة كأس العالم للكويدتش.
- يعمل به السيد باسيل.
ملحوظه: تشرف الوزارة على سجن السحرة في أزكابان ويقوم الوزير بزيارات دورية له